# دهستان هجداندشت
دهستان هجداندشت نام دهستانی در بخش صالح‌آباد شهرستان مهران، استان ایلام در ایران است. براساس سرشماری مرکز آمار ایران در سال ۱۳۸۵، جمعیت آن ۱۹۲۵ نفر (۳۹۶ خانوار) بوده‌است.